# Potopul (istorie)
Potopul (suedez) (în limbile poloneză: Potop Szwedzki, lituaniană: Švedų tvanas) se referă în istoriografia poloneză și lituaniană la o serie de războaie de la sfârșitul secolului al XVII-lea, care au ruinat Rzeczpospolita (Uniunea statală polono-lituaniană). 
În sens strict, „Potopul” se referă la invazia suedeză și ocuparea unei bune părți a teritoriului Rzeczpospolitei între 1655 – 1660. Într-un sens mai larg se aplică la o serie de întâmplări dezastruoase care au început cu Răscoala lui Hmelnițki din 1648 și s-a încheiat în 1667, odată cu semnarea Armistițiului de la Andrusovo, care a pus capăt Războiului Ruso-Polonez din 1654–1667.
Mai înainte de „Potop”, statul polono-lituanian a format – din punct de vedere teritorial – cel mai întins stat european. Uniunea avea o armată puternică și o populație numeroasă, care-i confereau o statutul de putere regională, care domina statele mai mici din centrul și estul Europei. În acele vremuri, doar Imperiul Otoman mai putea rivaliza cu Rzeczpospolita din punct de vedere al populației. În timpul războaielor „Potopului”, Uniunea statală polono-lituaniană a pierdut o treime din populație ca și statutul de mare putere.

## Condițiile istorice
Vedeți și: Răscoala lui Hmelnițki, Războaiele nordice, și Războiul Ruso-Polonez (1654–1667)
Problemele Uniunii polono-lituaniene au început în momentul în care Bogdan Hmelnițki a organizat rebeliunea cazacilor zaporojeni, rebeliune la care au participat și țăranii ruteni ș.a. (nu exista noțiunea de ucrainean), nemulțumiți de exploatarea magnaților polonezi.
Deși răscoala lui Hmelnițki s-a încheiat, după numeroase distrugeri reciproce, prin bătălia de la Beresteciko (1651), Rusia a utilizat evenimentele pentru a declanșa un nou război (1654–1667), invadând teritoriile estice ale statului polono-lituanian. Imperiul Suedez, care avea un conflict dinastic de lungă durată cu Rzeczpospolita și avea interese divergente cu aceasta din urmă în diferite probleme din zona baltică, a profitat de situație și a invadat și ocupat aproape jumătate din țară în 1655.
Doi înalți demnitari polono-lituanieni, principii Janusz Radziwiłł și Bogusław Radziwiłł, nemulțumiți de poziția familiei lor în rândul nobilimii uniunii, au început negocieri cu regele suedez Carol Gustav, care aveau ca scop disoluția teritorială a statului polono-lituanian. Janusz Radziwiłł a semnat „Tratatul de la Kėdainiai”, care îi asigurau principelui domnia în două ducate desprinse din teritoriul Marelui Ducat al Lituaniei. Aceste ducate erau trecute sub suzeranitatea Suedeză prin așa numita Uniune de la Kėdainiai.
Regele polono-lituanian Ioan Cazimir al II-lea nu se bucura de simpatia nobilimii (șleahta) datorită simpatiilor sale față de Austria absolutistă și a disprețului său deschis față de „sarmatismul” nobilimii. În 1643, Ioan Cazimir devenise membru al Societății lui Iisus și primise titlul de cardinal. Cu toate acestea, Ioan Cazimir a revenit în Polonia în 1646 și, după ce a renunțat la titlul de cardinal pentru a putea participa la alegerile pentru tronul de la Varșovia. El a fost ales rege în 1648. O parte a nobilimii îl considerau însă pe regele Suediei Carol Gustav (vărul lui Ioan Cazimir) drept moștenitorul legitim al tronului polono-lituanian. Numeroși membri ai șleahtei, (precum cancelarul-adjunct Hieronim Radziejowski și marele trezorier al Coroanei, Bogusław Leszczyński), îl considerau pe Ioan Cazimir drept un rege slab și l-au încurajat pe Carol Gustav să pretindă tronul Poloniei. 
Când armatele suedeze au invadat Polonia, voievodul de Poznań, Krzysztof Opaliński, a predat Wielkopolska (Polonia Mare) lui Carol Gustav. Au urmat o serie rapidă de cedări fără luptă a altor voievozi. Aproape întreaga țară a urmat această tendință, iar suedezii au intrat fără opoziție în Varșovia în august 1655. Regele Ioan Cazimir a fost obligat să se refugieze în Silezia. În ciuda capitulării fără luptă a majorității voievodatelor, au rămas câteva puncte de rezistență, printre care cea mai semnificativă a fost mănăstirea Jasna Góra. Garnizoana fortăreței-sanctuar al Poloniei, condusă de Marele Prior Augustyn Kordecki, a rezistat cu succes atacurilor suedezilor care asediaseră mănăstirea (noiembrie 1655 – ianuarie 1656). Succesul apărătorilor de la Jasna Góra a însuflețit rezistența poloneză împotriva suedezilor. În decembrie 1655 s-a format Confederația de la Tyszowce, care s-a alăturat eforturilor regelui exilat, Ioan Cazimir. 
În acest timp au început să izbucnească revolte împotriva suedezilor în întreaga țară. Unitățile mici ale ocupantului au for atacate, iar acestea, la rândul lor au trecut la represalii. Toate acțiunile insurecționale au trecut la un moment dat sub controlul liderului militar polonez Stefan Czarniecki și a marelui hatman lituanian Jan Paweł Sapieha, care au început să organizeze atacuri pentru eliminarea celor loiali lui Carol Gustav. În 1656, Ioan Cazimir al II-lea a fost încoronat de sprijinitorii lui în catedrala din Lwów, unde a depus celebrul său jurământ). Rzeczpospolita a reușit în cele din urmă, în 1657, să-i alunge pe suedezi din țară. 

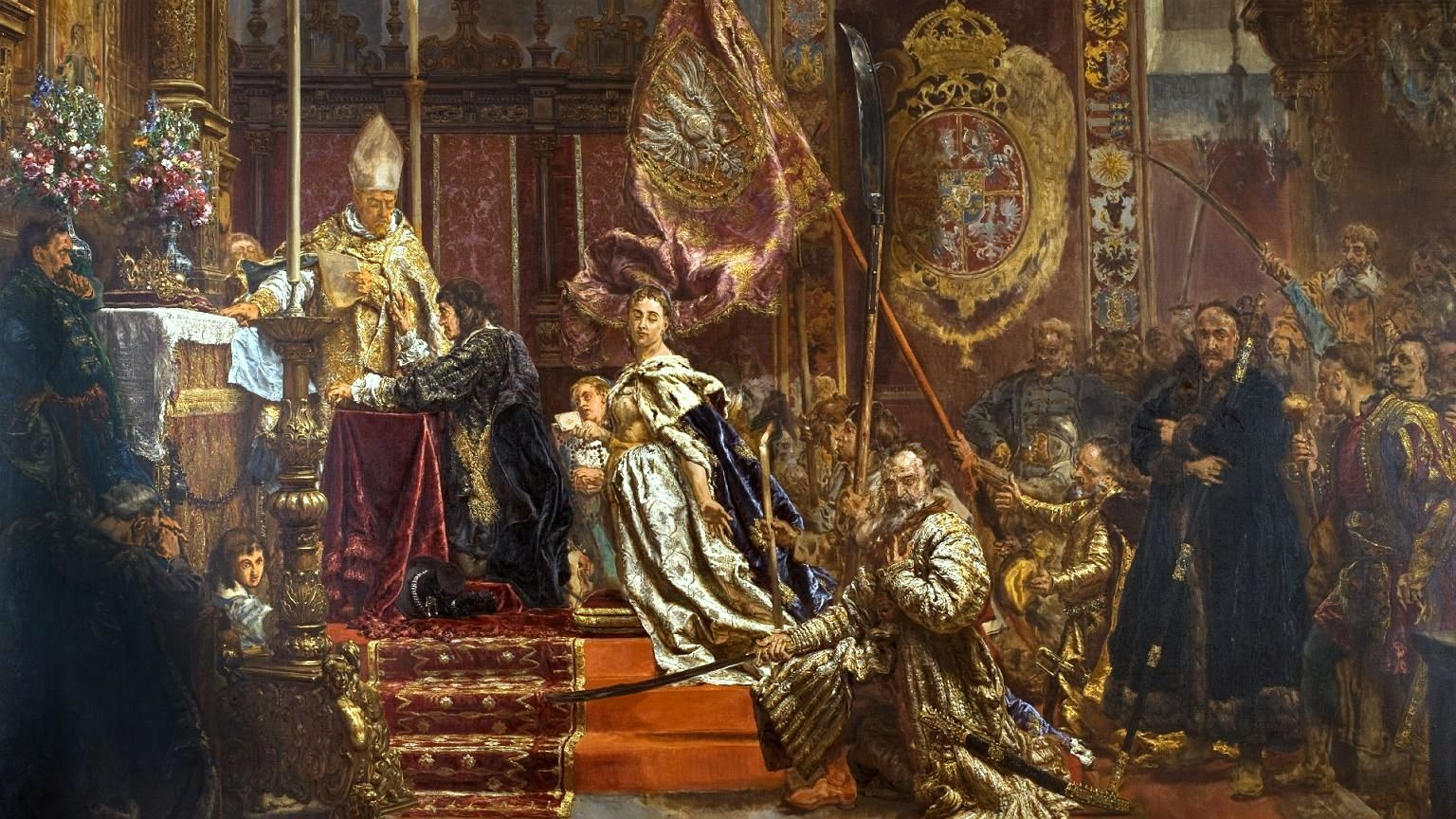
„Jurământul regelui Ioan Cazimir al Poloniei”, pictură de Jan Matejko

Forțele polono-lituaniene au reușit să învingă trupele transilvănene și brandenburghezo-prusiene, dar Polonia a recunoscut prin tratatul de le Wehlau din 1657 independența Ducatului Prusiei. 
După semnarea Tratatului de la Hadiaci de pe 16 septembrie 1658, Coroana poloneză i-a ridicat pe cazaci și pe ruteni pe o poziție egală cu cea a polonezilor și a lituanienilor, într-o încercare de transformare „Uniunea celor două națiuni” în „Uniunea celor trei națiuni” (în limba poloneză: Rzeczpospolita Trojga Narodów). Tratatul a avut sprijinul liderilor cazaci, dar el nu a fost niciodată pus în aplicare, iar Rusia a continuat să-și apere interesele în teritoriul de azi al Ucrainei (Ucraina nu exista ca stat; Ocraina era marginea fostului regat al Poloniei). 
Războiul Ruso-Polonez (1654-1667) s-a încheiat prin armistițiul de la Andrusovo de pe 13 ianuarie 1667. Prevederile armistițiului îi asigurau Rusiei controlul asupra Ruteniei (teritoriul de pe malul stâng al Niprului desprins, după Răscoala lui Hmelnițki, din Ocraina - marginea Regatului Poloniei), în vreme ce Polonia păstra controlul asupra teritoriului de pe malul drept al Niprului care i-a rămas din fosta Ocraină-margine a regatului Poloniei). Ucraina nu exista ca stat. Dacă în momentul semnării înțelegerii, Rusia se obliga să retrocedeze estul Ucrainei după douăzeci de ani, împărțirea a devenit permanentă prin Tratatul de pace eternă din 1686. 

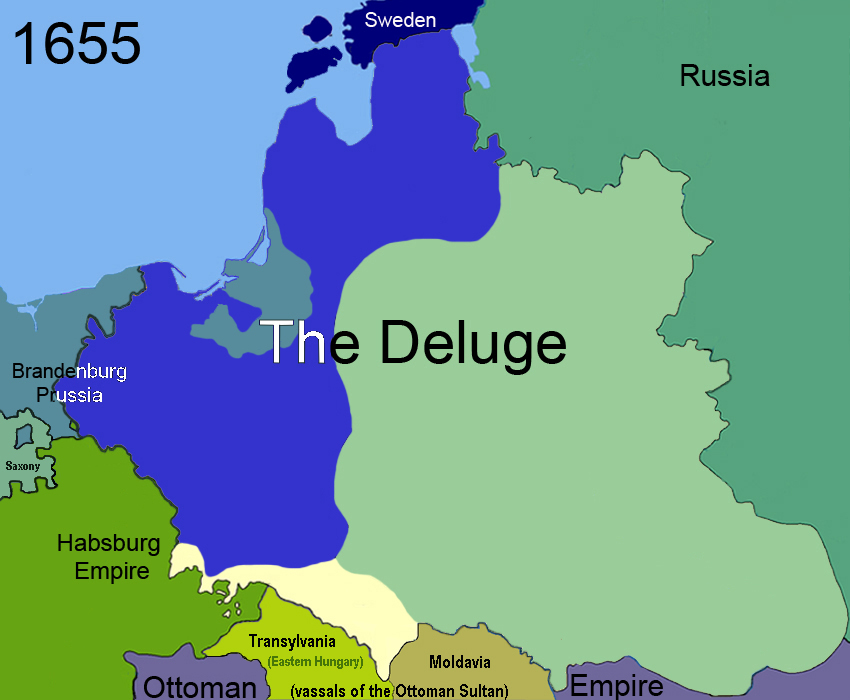
Polonia în timpul „Potopului”

„Potopul” a pus capăt toleranței religioase poloneze, dat fiind faptul că polonezii catolici se confruntaseră în special cu invadatorii ne-catolici. Creșterea intoleranței a dus la expulzarea protestanților în 1658.

## „Potopul” în artă
Henryk Sienkiewicz a scris romanul Potopul, plasat în perioada invaziei suedeze. 
James Michener a scris romanul Polonia, care descria evenimentele din timpul „Potopului”. 
Jerzy Hoffman a regizat filmul Potopul în 1974, film al cărui scenariu s-a bazat pe romanul cu același nume al lui Sienkiewicz. Filmul a primit o nominalizare pentru Premiul Oscar – secțiunea „cel mai bun film străin” în 1974. 